# ＃さえのわっふる
＃さえのわっふるはRKB毎日放送（RKBラジオ）で2022年9月26日から放送開始しているラジオの生ワイドの情報・音楽番組。

## 概要
これまで平日の午後に放送されて来た『オトナビゲーション』シリーズの役割を受け継ぎ、新しい平日午後の生ワイド番組として放送開始。
RKBアナウンサーの武田早絵が日替わりパートナーと共に送る情報・音楽バラエティ番組。番組タイトルは「ランチの後のおやつみたいに、あなたの心をみたしたい!」という意図が込められている。
- 1週間のダイジェスト版として「原ノコシのやりノコシ」が2022年10月から2023年3月まで土曜21:45-22:00で放送されていた。

2023年春の改編で放送終了時間が16:00から17:48へ変更(放送時間拡大)。17時台は「ホークスイニング0」として放送。これをきっかけに、TBSラジオ制作の『ネットワークトゥデイ』をフロート番組化。同時にTBSラジオからのネット受けを止めて、企画ネット番組として放送した。
2023年10月23日からはナイターオフ期に入ったため「ホークスイニング0」を一旦休止。17時台は「＃さえのわっふる ボナセラータ」として放送。同時に『ネットワークトゥデイ』をTBSラジオからのネット受けに戻した。イニング0については、『＃キューパレ〜Kyushu Night Parade〜』の水曜日に集約して移動した。
2024年春の改編より、「ホークスイニング0」並び『ネットワークドゥデイ』の企画ネット番組としての自社制作の内包を再開。前年と異なり、月曜は17時までの放送となり、イニング0としては火曜から木曜までの放送となる。また、火曜の原ノコシを除き、パーソナリティの武田とパートナーの出演はいずれの曜日も17時までの出演になり、イニング0からは担当パーソナリティの単独出演となる。
2024年11月5日から「ホークスイニング0」を休止し「＃さえのわっふる ボナセラータ」を再開。これを機に火曜から木曜の放送時間を17:25までとし、『ネットワークトゥデイ』はTBSラジオからのネット受けで独立番組として編成する形とする。

## 放送時間
- 月曜 13:00 - 17:00 火曜 - 木曜 13:00 - 17:25 （2024年11月4日 - ）
- 月曜 13:00 - 17:00 火曜 - 木曜 13:00 - 17:48 （2024年4月1日 - 10月31日）
- 月曜 - 木曜 13:00 - 17:25（2023年10月23日 - 2024年3月28日）
- 月曜 - 木曜 13:00 - 17:48（2023年3月27日 - 2023年10月19日）
- 月曜 - 木曜 13:00 - 16:00（2022年9月26日 - 2023年3月24日）

## タイムテーブル
13:00
どっちクイズ
「どっちどっちわっふるどっち、どっちどっちわっふるどっち、これどっち？」という軽快なジングルの後に２択クイズを出題する。1曲挟んだ後に正解発表。
13:30
わっふる音楽探検隊
日常に溢れてる音楽を探検するコーナー。
13:40
ヤヨイ化学 presents「光ママの軽やかミュージックリクエスト」（隔週月曜）
YOKATOKO福岡情熱と貢献（火曜）- 提供（麻生グループ
日中支援型障がい者グループホーム「YOKATOKO」の紹介や利用者の声を届けるコーナー
ザ・ピンチーズのアブラカダブラ（隔週火曜・水曜）
ザ・ピンチーズ（中村美由紀、麦田陽子）が環境問題に取り組む企業を紹介。
13:50
 RKB50ニュース ・RKB天気予報
14:00
「#さえの間」（ゲストコーナー）
今日のテーマを交えつつトークしたり、ゲストが歌手の場合は本人の楽曲をかけたりする。
14:30
スナッピーのわふリク♪
スナッピーが街角リポート、中継先からお店を紹介したり、中継先で出会った人からリクエストを募るコーナー。
14:40
快適生活ラジオショッピング（水曜）
CM（車買取情報） ティーバイティーホールディングス（木曜）
14:50
 RKB50ニュース・RKB天気予報
15:00
「＃わっふるーむ」（パートナーパーソナリティコーナー） （このコーナーのみpodcast配信あり）
（月）光ママ「投稿アタック！光ママの送ってはいよ！」
（火）ナオキ「今週のナオキ賞」
（水）安岡信一「安岡信一の遠くへ行った」
（木）田尻敏明「田尻敏明のいかがでしょうか？」
15:25
クイズわっふる
（月）間奏クイズ
（火）歌い出しクイズ
（水）倍速サビクイズ
（木）スナッピーの音楽クイズ…スナッピーの演奏を聴いて当てるクイズ

音楽にまつわるクイズを出題。正解者の中から抽選で1名に番組オリジナルグッズが当たる。（トートバッグ→ネックストラップ→バンダナ）
15:30
河村通夫の大自然まるかじりライフ（フロート番組）
15:40
クイズわっふる答え合わせ
当選者の発表は商品の発送をもって返させていただきますとナレーションしているが、例外として正解者が3人以下程度だとこのタイミングで当選者のラジオネームが発表される。
15:46
RKB e!マルシェ（火・水曜）
取り扱い商品の紹介
15:50
 RKB50ニュース・RKB天気予報
16:00
ゲストコーナー
16:25
RKB交通情報
16:45
 RKBラジオニュース、RKB天気予報

## 過去のコーナー
「#スナメシ」
スナッピーがエリアのおいしい情報を届ける
光ママのここにつれちけ！（#わっふるーむ）
原ノコシの原マンガ（#わっふるーむ）
樋口聖典のわれ思う故に我あり（#わっふるーむ）

## 出演者

### パーソナリティ
- 武田早絵（RKBアナウンサー）

### パートナー
- 月曜：光ママ（しゃかりき）(2022年9月26日 - )
- 火曜：ナオキ（むなかったん）(2022年9月27日 - )
- 水曜：安岡信一（唄人羽）(2022年9月28日 - )
- 木曜：田尻敏明 (2023年9月28日 - )

### ホークスイニング0担当
プロ野球シーズン中に放送される
- 火曜：ナオキ（むなかったん）
- 水曜：日替わりパーソナリティ（植草峻、上杉あずさ、江藤晴美、冨士原圭希、佐藤巧）
- 木曜：あらた（むなかったん。金曜の仲谷一志・下田文代のよなおし堂のイニング0も担当）

### ＃さえのわっふる ボナセラータ担当
ナイターオフシーズンの「ホークスイニング0」休止期間中に放送（17:00〜17:25）
- 火曜：冨士原圭希（2024年11月5日 - 2025年3月25日）
- 水曜・木曜：下田文代（2024年11月6日 - 2025年3月27日、火曜 - 木曜：2023年10月24日 - 2024年3月28日）

## 過去の出演者
- 樋口聖典 （2022年9月29日〜2023年9月21日） - 木曜パートナー
- 服部義夫 - 木曜日の「クイズわっふる」管理職の鼻歌クイズ出題担当

## スタッフ
- 樋口 かおり
- DJ Moby